# Pyszczyn (województwo dolnośląskie)
Pyszczyn (niem. Pitschen) – wieś w Polsce położona w województwie dolnośląskim, w powiecie świdnickim, w gminie Żarów. 

## Podział administracyjny
W latach 1975–1998 miejscowość położona była w województwie wałbrzyskim.

## Zabytki
Do wojewódzkiego rejestru zabytków wpisany jest:
- zespół pałacowy:
  - pałac, wczesnoklasycystyczny, rozbudowany w latach 1794–1796[5], restaurowany w 1882 r., częściowo zdewastowany w 1945 r. Rozplanowany na rzucie podkowy, dwutraktowy, dwukondygnacjowy, nakryty dachami dwuspadowymi z lukarnami, o skromnych podziałach elewacji, silniej zaakcentowanej zdwojonymi pilastrami korynckimi ujmującymi portal głównego wejścia podkreślony na tle dachu półkolistym szczytem. Nad portalem  znajduje się kartusz z herbami Heinricha Gottfrieda von Spätgen (L)[6] i jego żony Anny Barbary von Oexle zu Friedenberg[7] oraz medalion z datą renowacji Renov. MDCCXXVI. Już w XIII w. istniał we wsi zamek, który do 1277 r. należał do Henryka IV Prawego[8], księcia wrocławskiego. W tym samym roku znalazł się w księstwie legnickim. W roku 1339 książę Bolko II podarował wieś Johannowi von Tschirn, którego potomkowie byli właścicielami do 1520 r. W tym czasie, przed 1365 r. istniał tu mały dwór obronny. W latach 1520–1725 Pyszczyn należał do rodziny von Reichenbach. Następnie, w roku 1727 biskup Ludwik Franciszek neuburski wydzierżawił majątek Heinrichowi Gottfriedowi baronowi von Spaetgen. Josefa Barbara, córka Heinricha Gottfrieda, wyszła za mąż za Friedricha Rudolfa hrabiego von Matuschka und Toppolczan[8] i wniosła mu w wianie posiadłości. W XIX w. właścicielem był m.in. Joseph Maximilian hrabia von Matuschka und Toppolczan baron von Spaetgen. To on właśnie założył teatr, przebudowując budynek dawnego spichlerza. Przedstawienia odbywały się w nim do połowy XIX w. W teatrze grywali von Matuschka-Toppolczanowie, a na ich amatorskie przedstawienia, których premier było nawet kilka w roku, zjeżdżały się tutaj wszystkie liczące się okoliczne rodziny[8]. Ostatnim właścicielem z tej rodziny był Heinrich Gottfried von Matuschka-Toppolczana, który zginął w lutym 1945 r., kiedy do Pyszczyna weszła armia radziecka. Heinrich Gottfried postanowił nie opuszczać swojej ziemi rodzinnej i nie uciekł z innymi mieszkańcami wsi. Rosjanie zabili go, a sam pałac ograbili i zdewastowali[8]. Po wojnie pałac został upaństwowiony, a jego właścicielem był PGR w Szczepanowie. W 1987 r. w murze okalającym rezydencję znaleziono butelkę z informacją z 1923 r. Zamurował ją tam asystent gospodarczy Matuschków. Na firmowym papierze zanotowano m.in. wyliczenie gatunków zwierząt hodowanych w gospodarstwie i wytłumaczenie, że budowa muru była konieczna. Powstał z powodu częstych włamań[8]. Administracja zmuszona była do tego ze względu na panujące niepokoje i częste włamania, przygotowywane i wykonywane komunistyczną ręką. Owe w większości elementy obce starają się być użyteczne narodowi, urzeczywistniając swe fantastyczne plany. Ale w ich szeregach znajdują się elementy, które wkroczyły na nieuczciwą drogę w nadziei szybkiego wzbogacenia się bez uczciwej pracy[9]. W pałacu znajdowały się mieszkania prywatne. Obiekt należał do AWRSP. W sierpniu 2013 r. pałac zakupiła osoba prywatna za ponad 848 tys. zł[8]. Na półkolistym portalem z wejściem do skrzydła bocznego płycina z herbem von Matuschka i datą renowacji Renovatum anno 1882[10].
  - park, z końca XVII-XIX w.
  - teatr, obecnie budynek gospodarczy, z 1783 r.

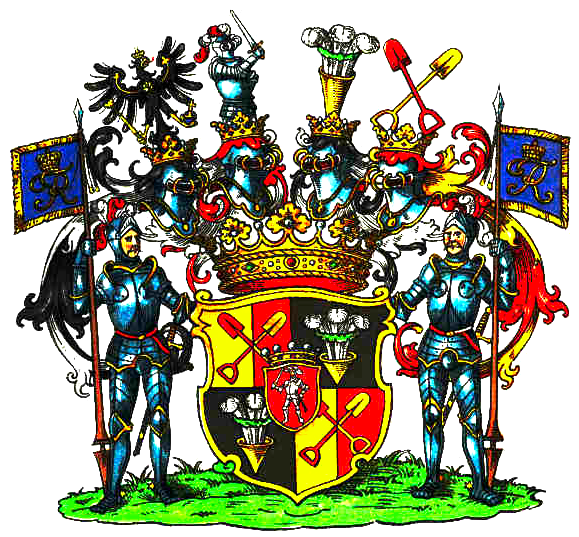
Herb von Matuschka